# Chrysocercops pectinata
Chrysocercops pectinata là một loài bướm đêm thuộc họ Gracillariidae. Nó được tìm thấy ở Malaysia (Kelantan and Pahang).
Sải cánh dài khoảng 4,9 mm.
Ấu trùng ăn Dipterocarpus grandifolius và Dipterocarpus tuberculatus. Chúng ăn lá nơi chúng làm tổ.